# ژاپن در المپیک تابستانی ۱۹۶۴
ژاپن در بازی‌های المپیک تابستانی ۱۹۶۴ که در شهر توکیو ژاپن برگزار شد، کاروان ژاپن با ۳۲۸ ورزشکار در این رقابت‌ها شرکت کرد و موفق به کسب ۲۹ مدال (۱۶ طلا، ۵ نقره، ۸ برنز) شد. در جدول رتبه‌بندی توزیع مدال‌ها، ژاپن در ردهٔ ۳ مسابقات قرار گرفت.